# Umri
Umri è una suddivisione dell'India, classificata come nagar panchayat, di 8.816 abitanti, situata nel distretto di Jalaun, nello stato federato dell'Uttar Pradesh.